# Comité van Nationale Wederopbouw

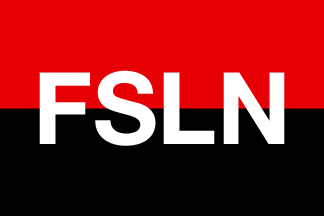
Logo van de Sandinisten

Het Comité van Nationale Wederopbouw (Spaans: Junta de Reconstrucción Nacional) bestuurde Nicaragua van 1979 tot 1985.
Het comité werd gevestigd na de val van de dictatuur van de familie Somoza. Het werd gedomineerd door de Sandinisten. De voorzitter was Daniel Ortega. De andere leden waren Sergio Ramírez, Moisés Hassan, Alfonso Robelo Callejas en Violeta Barrios de Chamorro. De laatste twee verlieten het comité uit onvrede met de dominantie van de Sandinisten.
In 1984 werden er presidentsverkiezingen gehouden, die gewonnen werden door Daniel Ortega. Op 10 januari 1985 werd Ortega president en kon het comité opgeheven worden.